# アルフレッド・ギルマン
アルフレッド・グッドマン・ギルマン（Alfred Goodman Gilman、1941年7月1日 - 2015年12月23日）は、アメリカ合衆国の科学者。彼はGタンパク質に関する発見により、マーティン・ロッドベルと共に、ノーベル生理学・医学賞を受賞した。

## 来歴
コネチカット州ニューヘイブン生まれ。父のアルフレッド・ギルマンはイェール大学の教授で、史上初の抗がん剤としてナイトロジェンマスタードを実用化した人物である。彼は薬理学の教科書の共同執筆者であるルイス・グッドマンに敬意を示し、息子にグッドマン（Goodman）というミドルネームを与えた。ギルマンは1962年にイェール大学を卒業し、B.S.を得た。
その後オハイオ州クリーブランドにあるケース・ウェスタン・リザーブ大学のM.D.-Ph.D.コースに入り、1971年にノーベル生理学・医学賞を受賞するエール・サザランドの元で学んだ。1969年にこの大学を卒業し、1969年-1971年の間、博士課程修了後の研究を国立衛生研究所にて1968年にノーベル生理学・医学賞を受賞したマーシャル・ニーレンバーグの元で行った。
1971年、彼はバージニア州シャーロッツビルにあるバージニア大学にて教授となった。1981年には、テキサス大学ダラス校サウスウエスタン医療センターの薬理学部門の責任者に就任した。2005年、彼はテキサス州ダラスにあるテキサス大学サウスウエスタン医科大学院の学長に就任した。2009年にはテキサス癌予防研究機関の最高科学責任者となったが、機関の運営状況に異議を唱え、2012年に辞任した。1986年には米国科学アカデミーのフェローに選出。
2015年死去、享年74。膵臓癌を患っていたという。

## 発見
Gたんぱく質は細胞膜上の受容器の活性化と細胞の動作の重要な媒介となる。ロッドベルは1960年代にGTPが細胞シグナリングに関係していることを示し、ギルマンが細胞内でGTPと相互作用し、シグナリング・カスケードを開始するタンパク質を実際に発見した。

## 受賞歴
- 1975年 - ジョン・J・エイベル賞
- 1987年 - リチャード・ラウンズベリー賞
- 1984年 - ガードナー国際賞
- 1989年 - ルイザ・グロス・ホロウィッツ賞、アルバート・ラスカー基礎医学研究賞
- 1990年 - パサノ賞
- 1994年 ノーベル生理学・医学賞